# نهائي كأس إسكتلندا 1976
نهائي كأس اسكتلندا 1976 هي المباراة النهائية من منافسة كأس المملكة المتحدة 1975–76، أقيمت المباراة في 1 مايو 1976، في هامبدن بارك، بين فريقي نادي رينجرز، وهارت أوف ميدلوثيان، وفاز فيها نادي رينجرز، بعد أن هزم هارت أوف ميدلوثيان، بنتيجة 3 - 1، وكان حكم المباراة Bobby Davidson ‏، وحضر المباراة 85354 شخصاً.

## تفاصيل المباراة
لعبت المباراة النهائية في 1 مايو 1976.
| نادي رينجرز | 3 -1 | هارت أوف ميدلوثيان |
| ----------- | ---- | ------------------ |
|             |      |                    |